# فرامرسهایم
فرامرسهایم (به آلمانی: Framersheim) یک شهر در آلمان است که در آلزی-ورمز واقع شده‌است. فرامرسهایم ۱٬۶۵۴ نفر جمعیت دارد.